# Archidiocèse de Chongqing

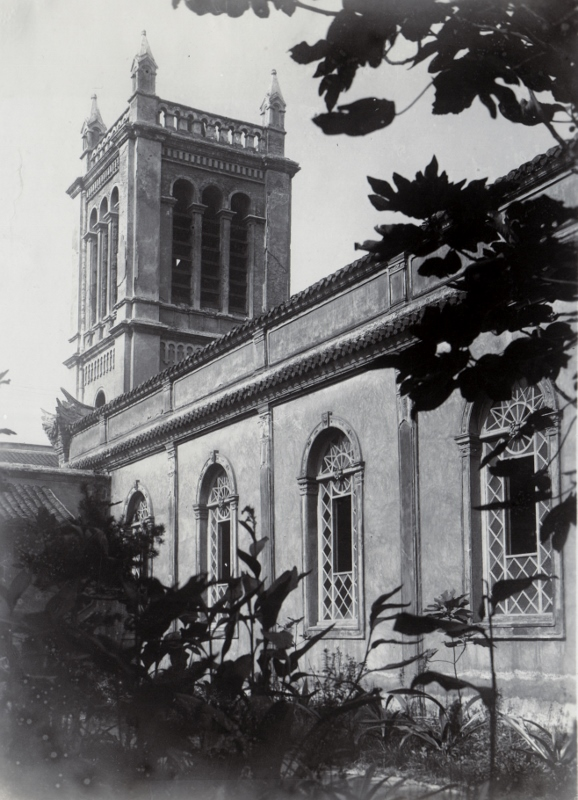

L'archidiocèse de Chongqing (en latin: Archidiocoesis Ciomchimensis) est le siège métropolitain de l'Église catholique au Sichuan situé à Chongqing (autrefois: Tchong-king ou Tchong-kin-fou). Son territoire, qui comprend une partie du Sichuan, comptait, en 1950, 37 608 baptisés sur plus de onze millions d'habitants, pour 41 paroisses. Son siège est aujourd'hui vacant.

## Historique

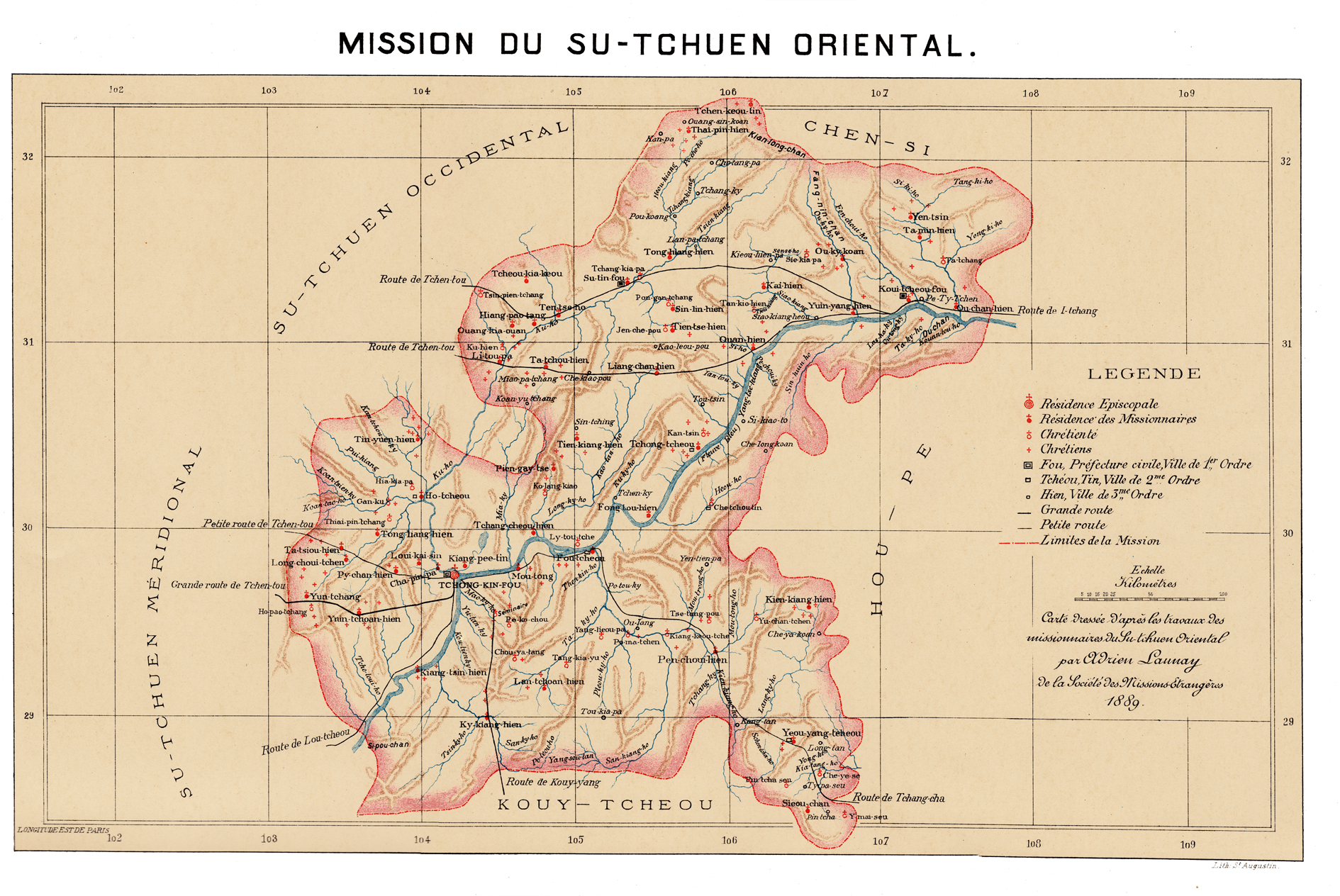
Carte dressée d'après les travaux des missionnaires du Su-tchuen oriental, par Adrien Launay, 1889.

- 1856: le vicariat apostolique du Sétchouan oriental[2] (aujourd'hui Sichuan) est fondé le 2 avril 1856, recevant une partie du territoire du vicariat apostolique du Sétchouan (aujourd'hui: diocèse de Chengdu). Il est administré par les missions étrangères de Paris et compte à l'époque une dizaine de prêtres chinois et neuf prêtres français sous la direction pastorale de Mgr Desflèches (mort en 1887)[3]. Cette période connaît des vagues de persécutions, mais la France est confirmée dans son statut de puissance protectrice des missions en 1860 et les Chinois chrétiens obtiennent la reconnaissance de leurs droits civils par leur pays. La société des missions étrangères de Paris obtient en 1860 des mandarins chinois un terrain à Tchong-king, en dédommagement des missions précédentes dévastées. Cependant d'autres vagues anti-chrétiennes provoquent des troubles graves: le père Eyraud est emprisonné et les pères Mabileau et Rigaud sont assassinés à You-yang ; les pères Hué et Tay sont tués à Kien-kiang en 1873. La mission de Kiang-pe, avec son village chrétien est ravagé, le 8 mars 1876. Le père Coupat est nommé coadjuteur de Mgr Desflèches en 1882, et lui succède en 1888. La mission de Tchong-ping est pillée et ravagée en 1886 et les missionnaires se réfugient au tribunal chinois. En 1891, Mgr Chouvellon succède à Mgr Coupat, et marque son époque par la création de nouvelles stations de missions, l'édification d'églises. Lorsqu'il arrive la mission comprend 32 missionnaires, 33 prêtres chinois, deux séminaires avec 74 séminaristes, 151 écoles (pour un total de 1 963 élèves), 105 chapelles ou églises, le tout pour 31 359 baptisés.
- 1910: la mission comprend 51 missionnaires, 46 prêtres chinois, trois séminaires avec 130 séminaristes, 341 écoles (pour un total de 5 365 élèves), 175 chapelles ou églises, trois orphelinats avec 327 enfants, le tout pour 40 587 catholiques.
- 3 décembre 1924: le territoire reçoit le nom de vicariat apostolique de Tchong-king.
- 2 août 1929: il cède une partie de son territoire au nouveau vicariat apostolique (aujourd'hui diocèse) de Wanhsien.
- 11 avril 1946: le vicariat apostolique est érigé en archidiocèse par la bulle Quotidie Nos de Pie XII[4].
- De 1993 à 2001: le gouvernement chinois par le biais de son association patriotique y met en place un évêque nommé par lui, Pierre Luo Beizan.

## Évêques
- Joseph Desflèches, mep, 2 avril 1856 - 20 février 1883, démissionne
- Eugène-Paul Coupat, mep, 20 février 1883 - 26 janvier 1890, décédé
- Célestin-Félix-Joseph Chouvellon, mep, 25 septembre 1891 - 11 mai 1924, décédé
- Louis-Gabriel-Xavier Jantzen, mep, 16 février 1925 - 24 octobre 1950, démissionne, également évêque titulaire de Trémitonte (de)

## Cathédrale
- Cathédrale Saint-Joseph de Chongqing

## Notes

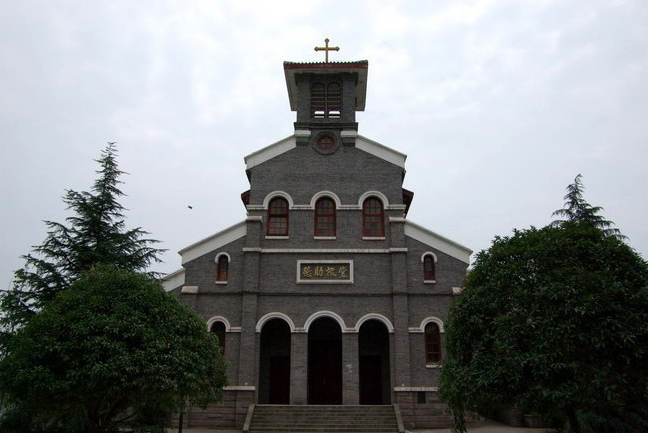
Façade de l'.

## Diocèses suffragants
- Diocèse de Chengdu
- Diocèse de Jiading
- Diocèse de Kangding
- Diocèse de Ningyuan
- Diocèse de Shunqing
- Diocèse de Suifu
- Diocèse de Wanzhou (ex: Wanhsien)